# Cita van Santen
Cita van Santen (Gorinchem, 11 december 1906 – Den Haag, 3 november 1990) was een Nederlandse bloemsierkunstenares. Zij heeft zich in de jaren vijftig en zestig vooral verdienstelijk gemaakt als wegbereider en vertolker van een aantal opvattingen over bloemschikken zoals die in het midden van de twintigste eeuw in Groot-Brittannië gestalte hadden gekregen in het werk van Julia Clements en Constance Spry. Net als Clements en Spry zag Van Santen bloemschikken als een bevrijdend en emancipatoir spel, waarbij hooguit een aantal basisregels in acht diende te worden genomen wat betreft compositie en kleurgebruik. In haar workshops, boeken en artikelen moedigde ze cursisten en lezers - in het bijzonder vrouwen en kinderen - stelselmatig aan om niet te braaf te zijn en de grenzen af te tasten van wat mogelijk was.

## Biografische informatie
Cecilia (roepnaam Cita) van Santen was de dochter van een beroepsmilitair. Ook haar moeder stamde uit een militair geslacht. Cita's grootvader van moederszijde was generaal-majoor Nicolaas Bosboom, Minister van Oorlog in de jaren 1913-1917. Toen Cita vijfenhalf jaar oud was gingen haar ouders uit elkaar. Cita bleef bij haar moeder wonen, die al spoedig hertrouwde met de werktuigbouwkundig ingenieur Fop Smit, een kleinzoon van de gelijknamige oprichter van het sleepbootconcern Smit. Cita groeide op in Den Haag en vertrok als 16-jarige naar Engeland, waar ze aan het Swanley Horticultural College for Women in Kent een opleiding volgde tot tuinarchitect. Terug in Nederland liep zij stage bij de hortus botanicus in Leiden. Op 19-jarige leeftijd huwde ze de twaalf jaar oudere advocaat en procureur Mr. Dr. Henri Fréderic Arnold Völlmar (1895-1966). Uit dit huwelijk werden een zoon en een dochter geboren. Eind 1947 scheidde Cita van haar echtgenoot, waarna ze als 41-jarige voor de opgave stond om een eigen inkomen te genereren.

## Beroepspraktijk
Zolang haar kinderen nog bij haar woonden koos Cita voor relatief veilige betrekkingen in loondienst, eerst als administratief medewerker op het kantoor van de Koninklijke Nederlandsche Automobiel Club (KNAC) en vervolgens op het kantoor van het Verbond van Nederlandsche Werkgevers (VNW). Nadat haar kinderen het huis uit waren besloot Cita zich te bekwamen in de bloemsierkunst en schreef zij zich in voor een cursus bloembinden en bloemschikken bij Julia Clements (1906-2010) in Londen. Midden jaren vijftig begon Van Santen zelf met het geven van eendaagse workshops en korte cursussen bloemschikken vanuit haar woning in de Haagse Delistraat. Dit heeft ze bijna twintig jaar lang volgehouden. Tezelfdertijd begon ze ook te publiceren over bloemschikken en bloemsierkunst. Haar eerste artikelen verschenen in het 'literaire' jeugdtijdschrift Kris Kras, al snel gevolgd door wat langere en meer beschouwender artikelen in het vrouwenweekblad Eva/Het Rijk der Vrouw en het geïllustreerde familieweekblad De Wereldkroniek. Voorts publiceerde ze drie boeken over bloemschikken: Spelen met bloemen (Den Haag : Boucher, 1957), Knutselen met bloemen (Utrecht : Het Spectrum, 1963) en Kleuters spelen met bloemen (IJmuiden : Vermande, 1967). Samen met Ans Muller-Idzerda schreef ze Planten en bloemen in huis en tuin (Utrecht : Het Spectrum, 1959). Hoewel met name de twee boeken voor uitgeverij Het Spectrum in de populaire Prisma-pocketreeks hoge oplagen behaalden, is Van Santen daar niet bepaald rijk van geworden. Als publiciste stelde Van Santen voorts een aantal handige taalgidsjes samen en had ze een redactioneel aandeel in de Prisma-huishoud-encyclopedie (1959) die was samengesteld door haar zoon Mr. Ir. Hans Völlmar (1927-2014) en diens eerste echtgenote Cornelia van Wijk. In opdracht van het reeds genoemde Kris Kras redigeerde ze De Telstar (1962-1966), een vaste bijlage met krantenberichten voor kinderen.

## Betekenis voor het vak
Cita van Santen noemde zichzelf het liefst een flower artist. Zij was van mening dat bloemschikken meer mogelijkheden tot vrije expressie bood dan bijvoorbeeld koken en handwerken, waarbij recepturen en patronen een veel dwingender rol speelden. Waar de professionele bloemsierkunst in Nederland tot dan toe gedomineerd werd door mannen in het bezit van een bloemenwinkel, demonstreerde Van Santen dat ook zonder zo'n winkel een beroepspraktijk als bloemsierkunstenaar mogelijk was. In navolging van met name Constance Spry was Van Santen de mening toegedaan dat voor bloemschikkingen alle mogelijke containers konden worden gebruikt: van speciale vazen en schalen, tot aan steelpannen, schelpen en lege conservenblikken aan toe. Volgens journaliste Anne Biegel bezat Van Santen een enthousiasmerende schrijfstijl en waren de pagina's van Knutselen met bloemen met "overstelpende dynamiek volgepraat". Een recensente van Het Vrije Volk merkte op dat zelfs vakbekwame bloemisten nog wel het een en ander konden opsteken uit de boeken van Van Santen.